# Ja'fariyeh
Ja'farīyeh (farsi جعفریه) è una città dello shahrestān di Qom, circoscrizione di Ja'farabad, nella provincia di Qom in Iran. Aveva, nel 2006, una popolazione di 6.635 abitanti. 